# 智利狐鰹
智利狐鰹為輻鰭魚綱鱸形目鯖亞目鯖科的其中一種，分布於東南太平洋區，從秘魯北部至智利海域，棲息深度可達100公尺，體長可達102公分，棲息在沿岸海域，成群活動，屬肉食性，以魚類、魷魚、甲殼類為食，可做為食用魚、遊釣魚。

## 擴展閱讀
維基物種上的相關：智利狐鰹